# Lunca la Tisa, Maramureș
Lunca la Tisa (în ucraineană Луг над Тисою, transliterat: Luh nad Tîsoiu) este un sat în comuna Bocicoiu Mare din județul Maramureș, Transilvania, România.

## Istoric
Prima atestare documentară: 1439 (Lonka). 

## Etimologie
Etimologia numelui localității: din top. Lunca (< subst. luncă „regiune inundabilă a unei văi; câmp, fânațe" < sl. lonka) + la + Tisa (din hidronimul Tisa, cuvânt autohton). 

## Demografie
La recensământul din 2011, populația era de 714 locuitori, majoritatea ucraineni. 

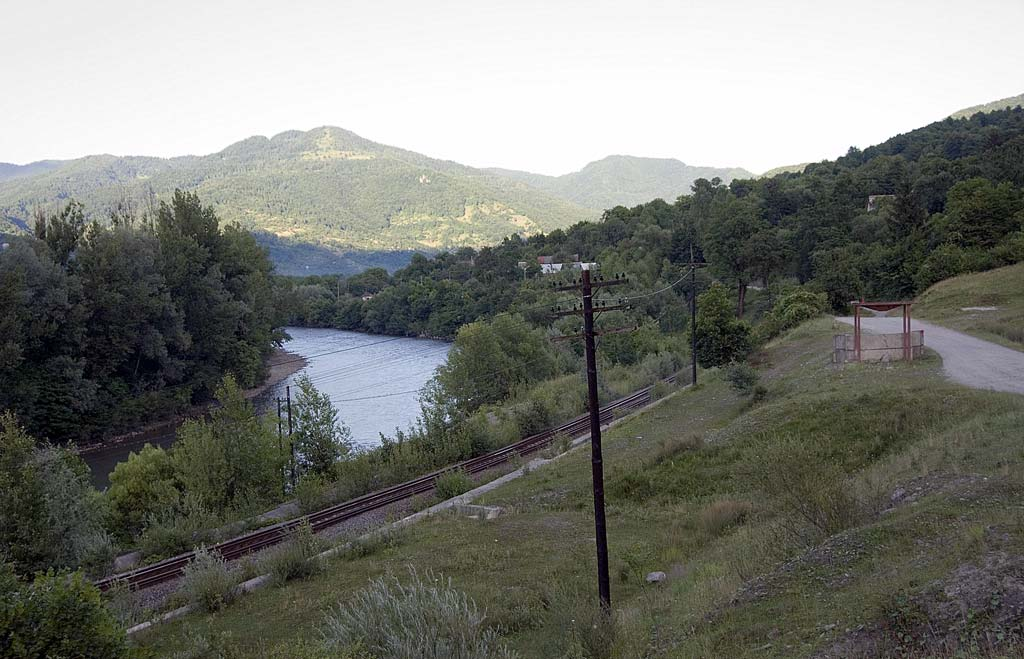
Stradă din Lunca la Tisa
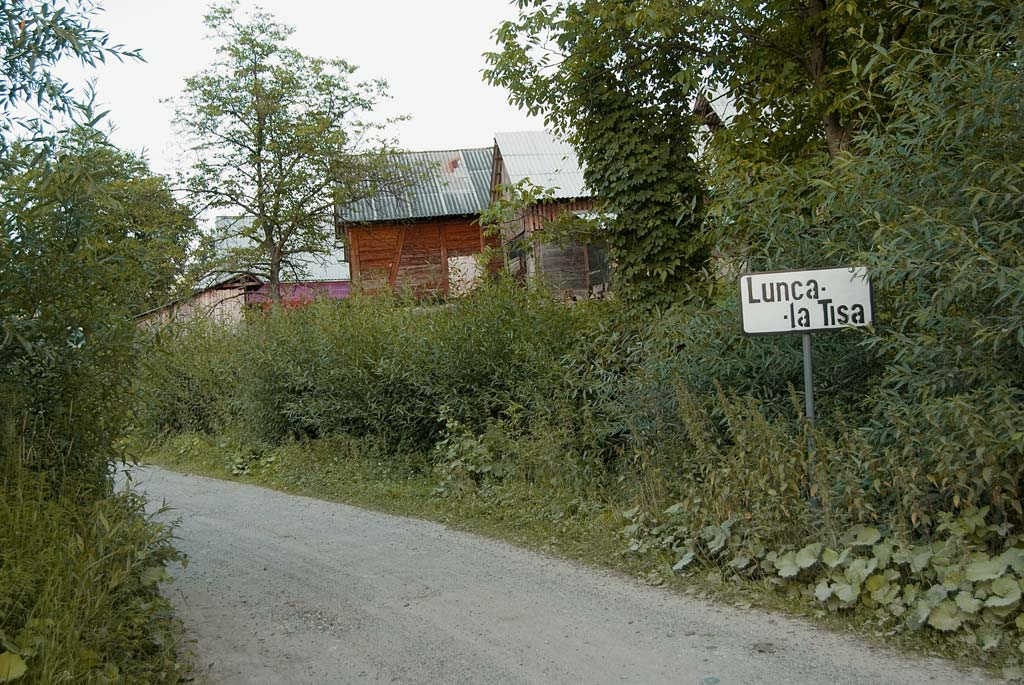
Intrarea în Lunca la Tisa
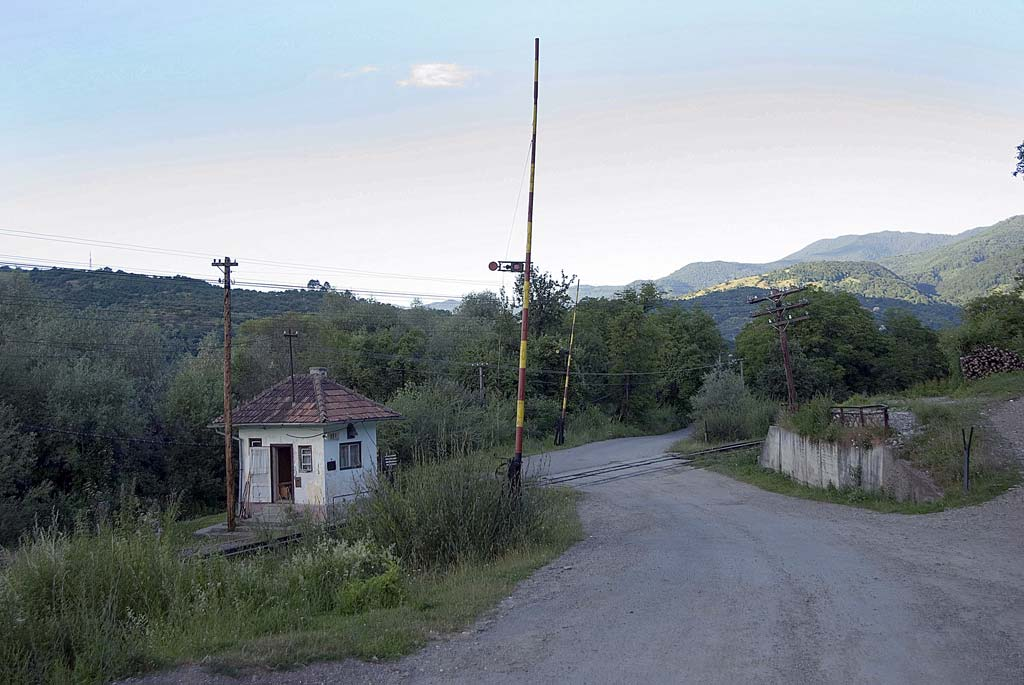
Trecere la nivel peste linii de cale ferata din Lunca la Tisa
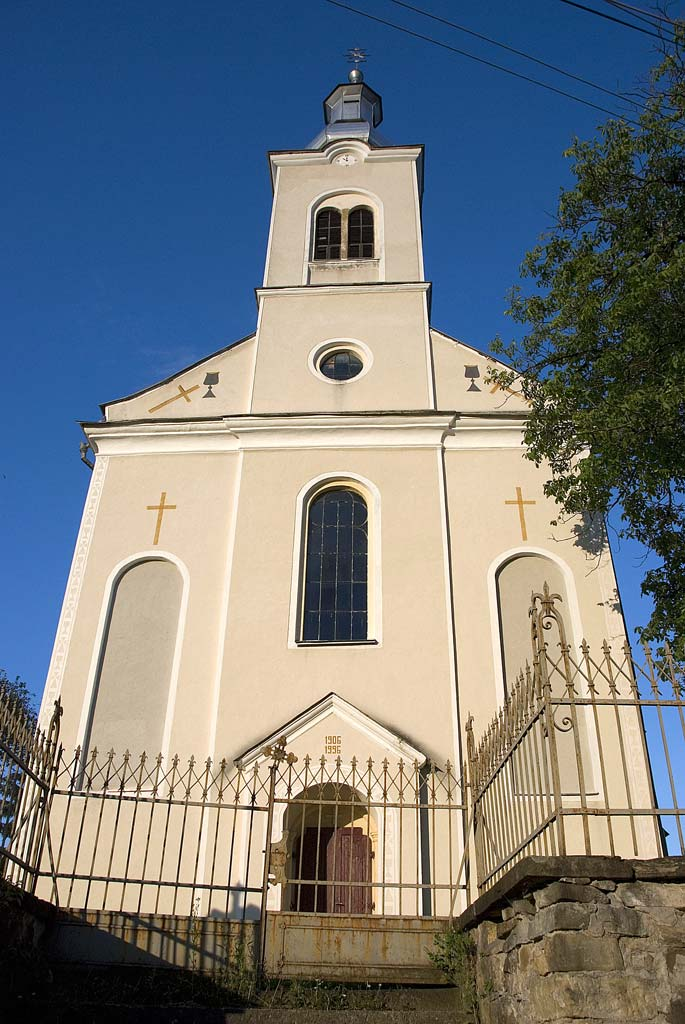
Biserică
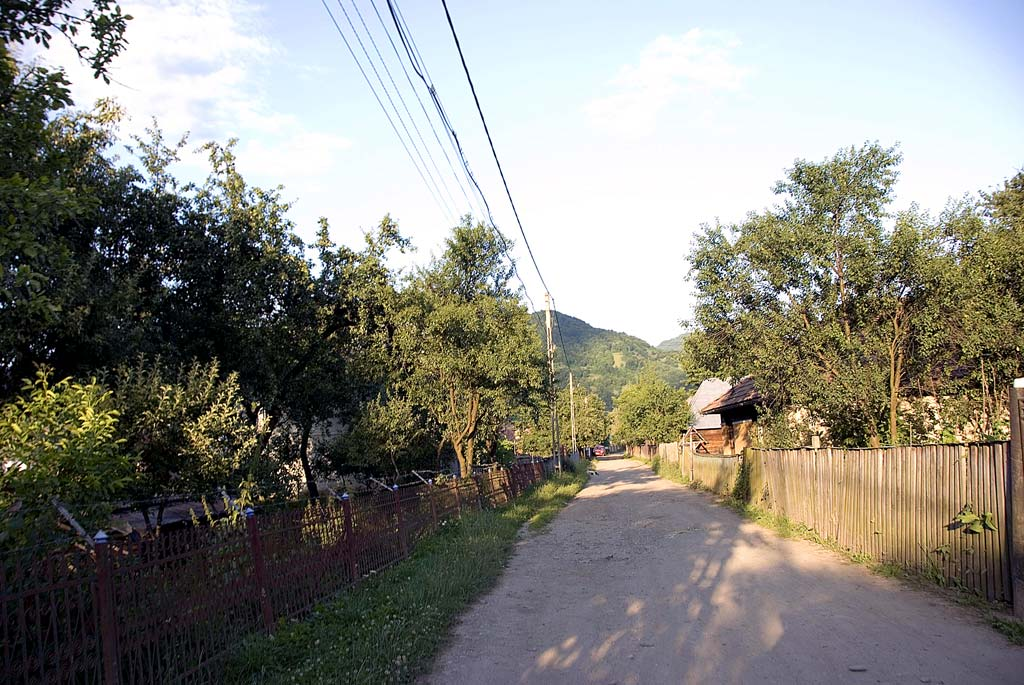
Strada principală din Lunca la Tisa
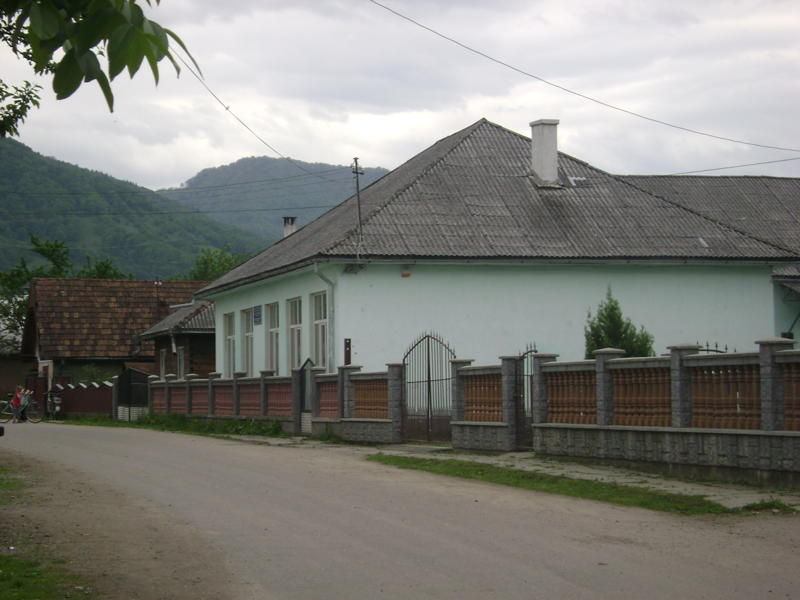
Centrul localității
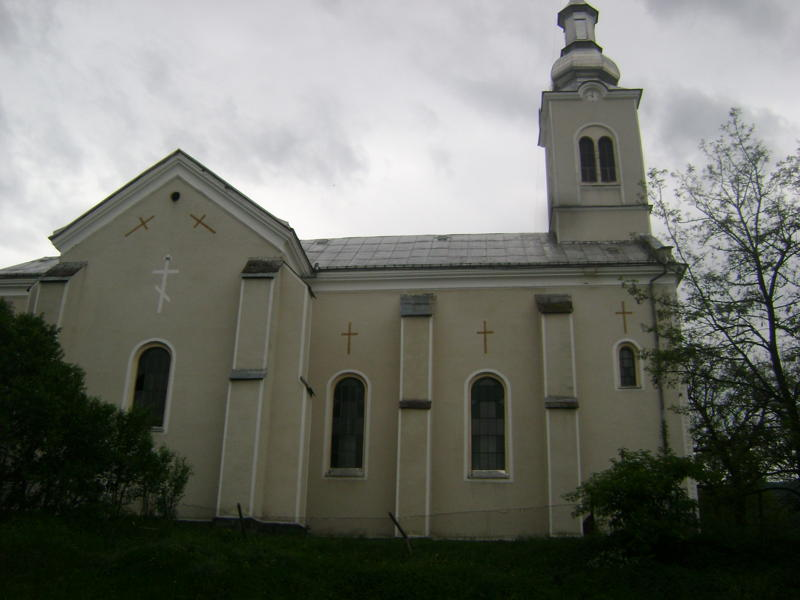
Biserica din Lunca la Tisa